# Nauzyfanes
Nauzyfanes z Teos, uczeń Demokryta, zwolennik atomizmu i nauczyciel Epikura, autor dzieła poświęconego szczególnie retoryce Trójnóg.